# Klub Piłkarski Legia Warszawa 2016-2017
Questa voce raccoglie le informazioni riguardanti il Klub Piłkarski Legia Warszawa nelle competizioni ufficiali della stagione 2016-2017.

## Rosa
| N. |                      | Ruolo | Calciatore         |
| -- | -------------------- | ----- | ------------------ |
| 1  | Polonia (bandiera)   | P     | Arkadiusz Malarz   |
| 30 | Polonia (bandiera)   | P     | Radosław Majecki   |
| 33 | Polonia (bandiera)   | P     | Radosław Cierzniak |
| 2  | Polonia (bandiera)   | D     | Michał Pazdan      |
| 4  | Polonia (bandiera)   | D     | Jakub Czerwiński   |
| 5  | Polonia (bandiera)   | D     | Maciej Dąbrowski   |
| 14 | Rep. Ceca (bandiera) | D     | Adam Hloušek       |
| 23 | Polonia (bandiera)   | D     | Mateusz Hołownia   |
| 25 | Polonia (bandiera)   | D     | Jakub Rzeźniczak   |
| 28 | Polonia (bandiera)   | D     | Łukasz Broź        |
| 48 | Polonia (bandiera)   | D     | Rafał Makowski     |
| 55 | Polonia (bandiera)   | D     | Artur Jędrzejczyk  |
| 3  | Polonia (bandiera)   | C     | Tomasz Jodłowiec   |
| 6  | Brasile (bandiera)   | C     | Guilherme          |
| 8  | Belgio (bandiera)    | C     | Vadis Odjidja-Ofoe |

| N. |                      | Ruolo | Calciatore          |
| -- | -------------------- | ----- | ------------------- |
| 9  | Georgia (bandiera)   | C     | Waleri Kazaiszwili  |
| 15 | Polonia (bandiera)   | C     | Michał Kopczyński   |
| 18 | Polonia (bandiera)   | C     | Michał Kucharczyk   |
| 21 | Croazia (bandiera)   | C     | Dominik Nagy        |
| 22 | Finlandia (bandiera) | C     | Kasper Hämäläinen   |
| 23 | Serbia (bandiera)    | C     | Miroslav Radović    |
| 53 | Polonia (bandiera)   | C     | Sebastian Szymański |
| 75 | Francia (bandiera)   | C     | Thibault Moulin     |
| 12 | Ghana (bandiera)     | A     | Sadam Sulley        |
| 24 | Rep. Ceca (bandiera) | A     | Tomáš Necid         |
| 34 | Francia (bandiera)   | A     | Vamara Sanogo       |
| 27 | Nigeria (bandiera)   | A     | Daniel Chima        |